# Exochocepheus borealis
Exochocepheus borealis är en kvalsterart som först beskrevs av Rjabinin 1984.  Exochocepheus borealis ingår i släktet Exochocepheus och familjen Scutoverticidae. Inga underarter finns listade i Catalogue of Life.